# Registro (impresión)
En impresión comercial, el registro es la sobreposición correcta de un color sobre otro color. Es un factor importante a tener en cuenta para obtener la calidad deseada en una impresión offset y por ello los trabajos de impresión comercial incluyen en el montaje, entre otras cosas, guías de registro.

Ejemplo de registro perfecto sobre policromía CMYK

Ejemplo exagerado de mal registro, sobre policromía CMYK

## Guías de registro
Una guía de registro básica se compone de un círculo de no más de 5 milímetros, atravesado por dos líneas cruzadas proporcionalmente más grandes que el círculo, formando así un retículo. Es imprescindible que el mismo retículo esté presente en cada uno de los colores a imprimir y en la misma ubicación, de modo que sirva de guía al impresor cuando imprima un color sobre el otro.
En una impresión común que se usa cuatricromia (CMYK), un mal registro se puede apreciar cuando los retículos no se imprimen uno encima del otro. En el ejemplo, los colores no están alineados y sólo se cruzan parcialmente.

## Papel
Dependiendo del tipo de papel, este puede contribuir o por el contrario dificultar un correcto registro. En materiales lisos por ejemplo, generalmente no presenta problema registrar, ya que el material conserva su forma al pasar por la prensa. En materiales calados o con textura, el papel tiende a estirarse, lo que hace que en cada tirada en la prensa, el papel se ensanche más, dificultando que un color registre sobre el otro, o provocando que el impresor registre un lado del papel y el otro no.